# 幻奇
幻奇（げんき）は、AV監督天野大吉が展開するアダルトビデオメーカー。天奇(てんき)、幻天(げんてん)、怒壌(どじょう)、首絞めというレーベルが存在する。海外では、公式HPのドメイン名を由来として「genki-genki」とも呼称されている。

## 概要
天野大吉個人(1人)が運営しているようで、ウェブサイトの所在地は日本にある。
会社登録をしていない個人運営の無許可事業者とみられる。 以前までは、DVD発売をする時に「エーヴィエス」(www.avs-video.com、ＡＶＳ ｃｏｌｌｅｃｔｏｒ’ｓ)を通じて発売したものと見られる。 しかし後に該当企業が問題が生じたようで、その後オンラインショッピングモールの「duga.jp」(有限会社アペックス)を通じて個人が直接DVDを製作して販売するものと見られる。 先日まではビデオ発売名義でも登録業者だったが、現在は全て無許可の状態であること。 自分のウェブサイトを通じても販売する。

## ファン
2007年10月、有名な歌手で女優のリディア・ランチが、Mr. Skinでのインタビューで「どんな動画を見たいか」という質問に対して、「genki-genkiに魅了されている。天野大吉のポルノアートでは、美しい女性がタコ、ウナギ、ヒルなどで興奮します。その美学が素晴らしく、芸術とポルノの境界を押し広げていて、その上食べられるんです」と賞賛した。

## レーベル「幻奇」
かつてだしていた、メーカーと同名のレーベルについて記載。

### レーベル「幻奇」の作風
生物と女性との絡みをテーマとする。第1作目は雌犬との絡みだが、二作目以降は鰻・泥鰌・蛸・海鼠等がテーマとなっている。公式サイトでは、DVD販売やダウンロード販売を行っている。同HPの掲示板では、マニア達がそれぞれ要望を書き込んでいる。
鰻と泥鰌が多々登場する。この2種の他にも様々な生物が登場するが、共通しているのは登場する生物と女優がなんらかの形で絡み、生物まみれになることである。
ある作品ではパンストの中に鰻や泥鰌を詰め込んで女優に被せたり、他の作品では咀嚼した蚯蚓を吐き戻してそれをさらに食べたり、さらに他の作品では踏み潰され汁状になったミルワームを体中に塗ったり、大量の蚯蚓を女優の局部に詰め込んでバイブでかき回したりと、プレイ内容は多岐にわたり、且つハードである。
第1作のみ犬が登場しており、監督の天野大吉は、業界初の試みとしてメスの犬にペニバンをつけさせたりしオスの犬にはない卑猥さがあったとした。一方で、使用したのが実家の犬で、ライトの熱で撮影中に何度も吐いてしまったため凄く可哀想な気持ちとなり、二度と犬で撮影したくない気持ちになったことを明かした。

### レーベル「幻奇」の作品一覧
| #  | 発売日        | タイトル                         | テーマ                         | 出演                         |
| -- | ------------- | -------------------------------- | ------------------------------ | ---------------------------- |
| 1  |               | 獣という雌に抱かれて             | 雌犬                           | 紅蘭                         |
| 2  |               | 鰻と泥鰌と憐れな肛門             | 鰻・泥鰌                       | 鰻と泥鰌と憐れな女           |
| 3  |               | こぼれ落ちる蚯蚓を抱きしめて     | 蚯蚓                           | 少し鬱な女                   |
| 4  |               | 無秩序な海鼠に埋もれて犯されて   | 海鼠                           | 若葉薫子                     |
| 5  |               | 妖しきレズが哭きタコは蠢いている | 蛸                             | レズビアン                   |
| 6  |               | 極太鰻と泥鰌と淫らなレズ肛門     | 鰻・泥鰌                       | レズビアン                   |
| 7  |               | 赤い金魚が裂かれ叫びと蠢きと     | 金魚                           | 姫乃さくら                   |
| 8  | 2006年6月     | 巨乳で挟む鰻と泥鰌と魚介類       | 鰻・泥鰌・蛸・ミル貝・烏賊     | 友崎亜希                     |
| 9  | 2006年7月     | 蛙が鳴き雌が哭く戯れの疼き       | 蛙                             | 岡野美奈                     |
| 10 | 2006年8月     | 鰻と泥鰌と蛸に搦み熟女の陵辱     | 鰻・泥鰌・蛸                   | 柊麗子                       |
| 11 | 2006年9月     | 蛙と鰻の悦虐の蠕動に奮えて       | 鰻・泥鰌・蛙                   | 福原由芽                     |
| 12 | 2006年12月    | 鰻の罪と泥鰌の罰とレズ陵辱       | 鰻・泥鰌                       | 篠宮慶子・関彩乃・大貫希     |
| 13 | 2007年3月     | 蜷局巻き蛇の睨みと爬虫類         | 蛇・蜥蜴・蛙                   | 町野とびら・岡野美奈・大貫希 |
| 14 | 2007年8月1日  | 叫び蚯蚓が噛み皮膚と悲劇         | ミルワーム・蚯蚓               | 少し鬱な女                   |
| 15 | 2007年9月1日  | 恐れ邪悪な鰻と残虐に泥鰌         | 鰻・泥鰌                       | 大越はるか                   |
| 16 | 2007年10月1日 | 淫靡に襲い鰻と泥鰌が狂気         | 鰻・泥鰌                       | 日高ゆりあ                   |
| 17 | 2007年11月1日 | 蠢動に蛸が襲い淫膜に疼き         | 蛸                             | 人間の雌と蛸数匹             |
| 18 | 2008年2月1日  | 鱗魚に裂き咀嚼に喚び微傷         | 魚                             | 美月ルイ                     |
| 19 | 2008年4月7日  | 摧きゴキブリが淫奔に嘶き痕跡     | ゴキブリ・蚯蚓・甲虫の幼虫・蠍 | 春うらら                     |
| 20 | 2008年6月1日  | 網に雑魚が蠢き罪深い臭虐         | 鰻・泥鰌・海鼠                 | 変態教師                     |
| 21 | 2008年9月1日  | 蛙が微笑に裂き腹這い幻惑         | 蛙                             | 春妃いぶき                   |